# 버트 알렉산더 밀러
허버트 알렉산더 밀러(Herbert Alexander Miller, 1875년 10월 28일 ~ 1937년 6월 14일)는 19세기 미국 루이빌 커늘스 소속 야구 선수 출신이다.

## 생애
미국 미시건 주 라일리에서 출생하였고 지난날 한때 미국 뉴 햄프셔 주 콩코드에서 잠시 유아기를 보낸 적이 있는 그는 1897년 7월 15일 야구 선수 첫 입문하였지만 건강상 관련 사유로 인하여 그 해(1897년) 8월 3일 야구 분야 은퇴를 하였다. 그 후 헨리 글래스(Henry Glass) 괌 총독 예하 행정비서관 직을 잠시 지낸 후 스포츠 평론가로 활동하였다.
1929년 8월, 동갑의 사촌 형인 허버트 아돌퍼스 밀러(Herbert Adolphus Miller)와 함께 일제 강점기 경성부를 내한(방한)한 그는 경성부 방문 시절 이혜란(李慧蘭)이라는 한국어 이름을 사용하였다. 1937년 6월 14일 미국 미시건 주 플린트에서 별세하였다.
참고로 여담이지만 그의 사촌 형 허버트 아돌퍼스 밀러(Herbert Adolphus Miller, 1875.6.5.~1951.5.6.)는 미국 뉴 햄프셔 주 콩코드에서 출생하였고 미국 펜실베이니아 대학교 행정학과 중퇴 후 무소속 미국 오하이오주 하원 의원을 지냈으며 대한제국 독립 운동을 지지하면서 일제 경찰과 검열과 대한제국 탄압을 비판한 대한 독립 유공자(1950년 대한민국 건국훈장 독립장 수훈)이다.